# Hjältetenoren
Hjältetenoren är en svensk kort dramafilm från 1913 i regi av Poul Welander. 

## Om filmen
Filmen premiärvisades 21 januari 1913 på Elite-Teatern i Stockholm. 

## Rollista
- Ida Nielsen – Paula
- Axel Breidahl – Heinz Werner
- Poul Welander